# ブリッジマン遊七
ブリッジマン 遊七（ぶりっじまん ゆな、2005年（平成17年）12月5日 - ）は、日本の女性ファッションモデル。パーソン所属。

## 略歴
1歳から関西でモデルとして活動、
キッズモデルとして数々の仕事をこなし、
13歳の時にミスセブンティーン2019に選ばれ、集英社セブンティーン専属モデルに。
16歳で、講談社ViVi専属モデルとなる。
KBS京都のKYOTO SDGsアンバサダーを務める。

## 人物
- 国籍は日本とカナダ。
- 京都市出身で、日本人の母とカナダ人の父の間に生まれたハーフで家族は両親のほか兄、弟がいる。
- 家では英語を話し、英会話が得意のバイリンガル。
- 将来は海外でも活躍できるモデルになるのが夢。

## 出演

### ファッションショー
- 東京ガールズコレクション
- Girls Award

### CM
- スタジオアリス　ふりホ　TV-CM
- 京都市営地下鉄　TV-CM
- 京都府議会議員選挙　TV-CM
- 京都府議会議員選挙メッセージ　web

- KYOTO SDGs TV-CM

広告
- GU
- nanamica
- J.B.Attire
- mary quant
- peach john
- evol
- 資生堂　web花椿ユリ♡キュンカード

- スタジオアリス　ふりホ
- キモノハーツ

- TAKAZEN
- 花のれん
- なべしま
- 石勘
- 京都丸紅　JILLSTUART
- ウライ

### カタログ
- アンファミエ
- 着たくなる日　ムック本

## 書籍

### 雑誌
- Spoon.  2018年10月号
- Seventeen (2019年10月号 - 2022年春号)
- The new order magazine 23
- popeye 2022年1月号　ガールフレンド
- popeye 2022年4月号
- ViVi2022年8月号
- ViVi2022年9月号から専属モデル
- anan No.2317 It Girl
- pen+ 京都カルチャー・クルーズ　2023年秋